# Helius creper
Helius creper är en tvåvingeart som beskrevs av Alexander 1926. Helius creper ingår i släktet Helius och familjen småharkrankar.
Artens utbredningsområde är Jamaica. Inga underarter finns listade i Catalogue of Life.